# Snagov
Snagov ist eine Gemeinde im Kreis Ilfov in Rumänien. Gemeindesitz ist das eingemeindete Dorf Ghermănești.

## Geographische Lage
Im Süden der Großen Walachei gelegen, befindet sich der Ort Snagov am Snagov-See, welcher von der Ialomița gespeist wird. Etwa 40 Kilometer nördlich der rumänischen Hauptstadt Bukarest gelegen, befindet sich Snagov an der Kreisstraße (Drum Județean) DJ101B, welche von der Nationalstraße 1 bei Tâncăbești in östliche Richtung abzweigt.
Snagov hat einen Anschluss an die Autobahn A3.

## Sehenswürdigkeiten
Die berühmteste Sehenswürdigkeit ist das Kloster Snagov, malerisch gelegen auf einer Insel inmitten des Snagov-Sees. Der Legende nach sollte hier das Grab Vlad Țepeș sein, unter einer schlichten weißen Steinplatte vor dem Altarraum. Jedoch soll bei einer Öffnung des Grabes im Jahre 1931 dieses leer vorgefunden worden sein.

## Bilder des Klosters von Snagov

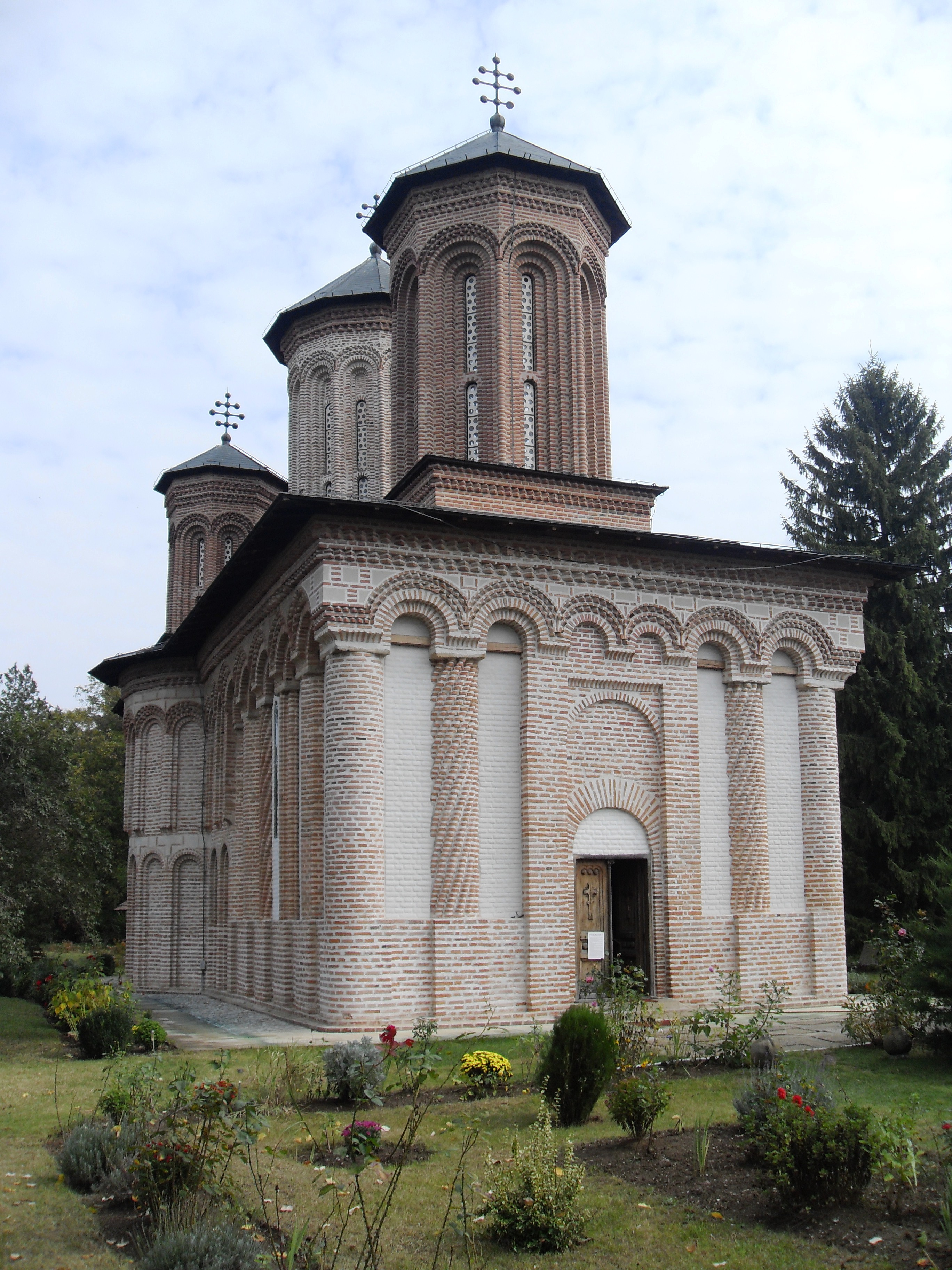
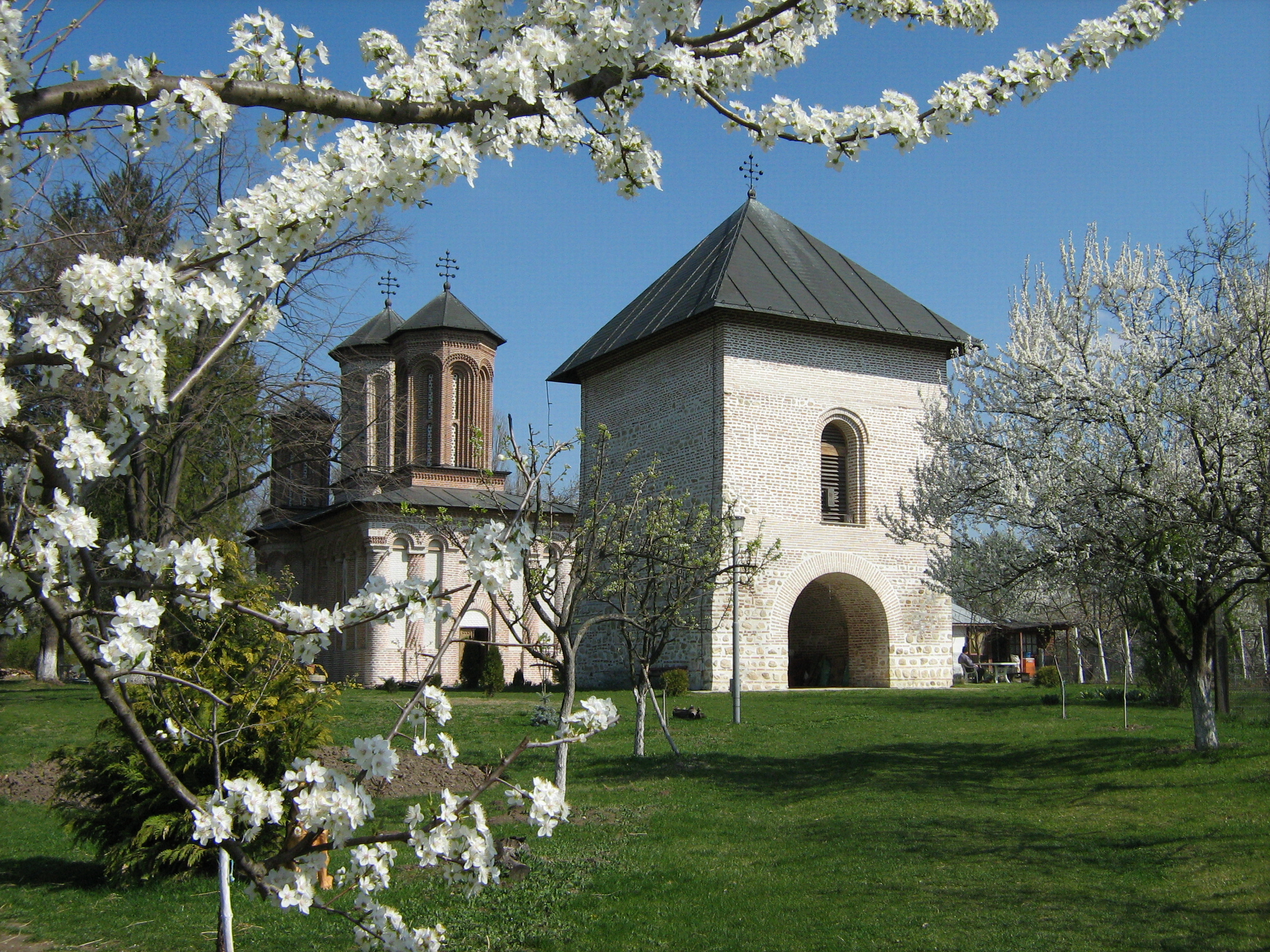
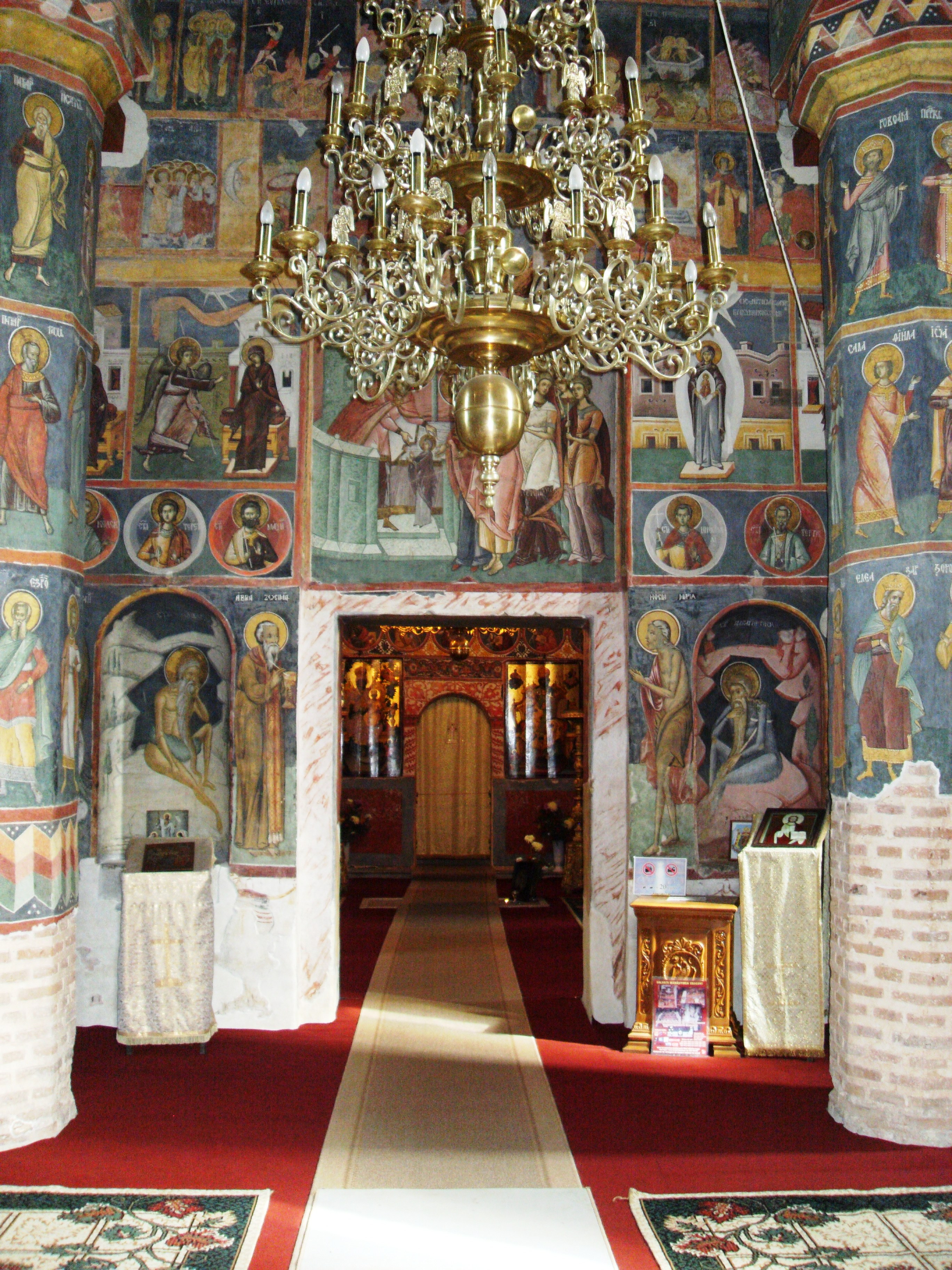

## Städtepartnerschaften
Die Gemeinde Snagov pflegt eine Partnerschaft mit der ungarischen Kleinstadt Sarkad.

## Trivia
Der französische Horrorfilm Them, auch Spiel oder stirb, spielt in einer alten Villa im Wald von Snagov.